# Cantonul Brest-Saint-Pierre
Cantonul Brest-Saint-Pierre este un canton din arondismentul Brest, departamentul Finistère, regiunea Bretania, Franța.